# Пэлтроу, Гвинет
Гви́нет Кейт Пэ́лтроу Ма́ртин (англ. Gwyneth Kate Paltrow Martin [ˈɡwɪnɨθ ˈpæltroʊ]; род. 27 сентября 1972, Лос-Анджелес, Калифорния, США) — американская актриса кино и телевидения, бизнесвумен, певица и писательница. Исполнила роль Пеппер Поттс в серии фильмов кинематографической вселенной Marvel: «Железный человек», «Железный человек 2», «Мстители», «Железный человек 3», «Человек-паук: Возвращение домой», «Мстители: Война бесконечности» и «Мстители: Финал». Обладательница премий «Оскар», «Золотой глобус» и «Эмми».

## Биография
Гвинет Пэлтроу родилась 27 сентября 1972 года в Лос-Анджелесе (США, штат Калифорния), в семье кинорежиссёра Брюса Пэлтроу, наследника известного раввинскогорода Палтрович (Paltrowich) из города Новогрудок, и известной актрисы Блайт Даннер. Отец Пэлтроу был евреем, её мать принадлежала к квакерам из рода пенсильванских немцев.
Пэлтроу выросла в Санта-Монике, Калифорния. Затем она училась в частной школе для девочек в Нью-Йорке, после чего некоторое время изучала историю искусств в Санта-Монике. Спустя некоторое время она бросила учёбу и посвятила себя актёрскому ремеслу.
У Пэлтроу есть младший брат Джейк и двоюродная сестра, тоже актриса, Кэтрин Мённиг. Троюродная сестра актрисы — Габриэль Гиффордс, член Конгресса США, раненная в голову при покушении на неё в Тусоне (Аризона).

Оскароносная роль Гвинет в фильме «Влюблённый Шекспир»

Её дебютом стал фильм «Крик», затем она получила небольшую роль в фильме «Капитан Крюк» Стивена Спилберга. Позже она исполнила роль в фильме «Семь». Её игра в фильме «Эмма» была встречена с одобрением. Двумя годами позже она получила «Оскар» в номинации «лучшая женская роль» за роль в фильме «Влюблённый Шекспир». Её дальнейшая карьера в кино была успешной благодаря ролям в таких фильмах, как «Доказательство» и «Семейка Тененбаум». В интервью газете The Guardian Гвинет Пэлтроу признала, что в её карьере есть фильмы, в которые она вложила душу, и низкопробные поделки, в которых она участвовала только из-за денег. Такие фильмы, как «Семейка Тененбаум», «Доказательство» и «Сильвия» она относит к первой категории, в то время, как «Вид сверху лучше» и «Любовь зла» — к последней.
В 2014 году Пэлтроу появилась в двух эпизодах сериала «Интернет-терапия», сыграв Майю Ганеш. Год спустя она снялась в комедийном боевике «Мордекай» вместе с Джонни Деппом, Оливией Манн и Полом Беттани, исполнив роль супруги главного героя — беспринципного торговца произведениями искусства и мошенника, которого сыграл Депп. В том же году актриса появилась в клипе на песню «Everglow» из седьмого студийного альбома Coldplay A Head Full of Dreams.
В сентябре 2016 года Гвинет Пэлтроу представила свою первую коллекцию одежды в рамках бренда Goop и заявила о намерении каждый месяц обновлять линейку. В июне 2017 года объявила о временном уходе из кино, чтобы сосредоточиться на развитии собственного бренда Goop, отметив, что всё ещё будет сниматься время от времени. В 2018 году общественная организация The Good Thinking Society, выступающая против лженауки, обвинила компанию в недобросовестной рекламе и том, что её советы потенциально опасны для покупателей. Причина обвинения: комплекс биодобавок Goop для беременных с увеличенной дозой витамина А. В 2020 году вышел документальный мини-сериал о велнес-компании Гвинет Пэлтроу Goop. А в январе 2020 года Пэлтроу выпустила ароматическую свечу с названием «Пахнет как моя вагина» (This Smells Like My Vagina), что вызвало широкий резонанс.
- В 2000 году Пэлтроу и Хьюи Льюис выпустили музыкальный сингл «Cruisin» для продвижения фильма «Дуэты». После съёмки музыкального клипа эта песня заняла первую строку хит-парадов в Австралии.
- В 2002 году Пэлтроу участвовала в записи альбома C’mon, C’mon певицы Шерил Кроу. В этом альбоме вместе с Кроу она исполнила песню «It’s Only Love».
- В мае 2005 года Пэлтроу была объявлена новым лицом духов Pleasures парфюмерной компании Estée Lauder.
- В саундтреках к фильму «Я ухожу — не плачь» Пэлтроу исполнила четыре песни: «Country Strong», «Shake That Thing», «Coming Home» и «Me and Tennessee» (последнюю в дуэте с Тимом Макгро).

В 2019 году она вернулась к роли Пеппер Поттс в фильме «Мстители: Финал». В том же году она сыграла второстепенную роль в комедийно-драматическом сериале Netflix «Политик», исполнив роль приёмной матери персонажа Бена Платта.
В октябре 2021 года Netflix выпустил документальный сериал «Любовь, секс и Goop» о секс-терапии, где Пэлтроу выступила продюсером и ведущей.
В 2023 году актриса призналась, что из-за занятости в Goop всё реже соглашается на съёмки, однако вскоре стало известно, что она вернётся к актёрской деятельности в спортивной драме Джоша Сафди «Марти Суприм» с Тимоти Шаламе в главной роли.

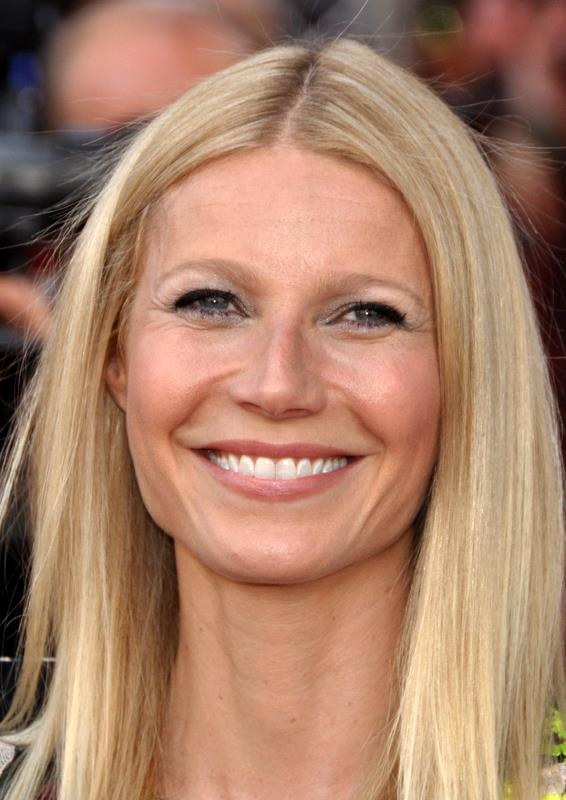
Пэлтроу в 2013 году.

## Личная жизнь
Пэлтроу встречалась с актёром Брэдом Питтом с 1994 по 1997 год, с которым была помолвлена. Их помолвка была разорвана, поскольку, по словам Пэлтроу, она была не готова к браку.
С 1997 по конец 2000 года Пэлтроу состояла в отношениях с актёром Беном Аффлеком. Они расстались в начале 1999 года; вскоре после расставания Пэлтроу уговорила Аффлека сняться вместе с ней в фильме «Чужой билет». Во время съёмок фильма Пэлтроу и Аффлек возобновили отношения, однако в октябре 2000 года окончательно расстались.
В октябре 2002 года Пэлтроу встретила музыканта Криса Мартина, вокалиста музыкальной группы Coldplay. Они поженились 5 декабря 2003 года в отеле в Южной Калифорнии. Их дочь, Эппл Блайт Элисон Мартин, родилась в 2004 году, а их сын, Мозес Брюс Энтони Мартин, — в 2006 году. После рождения сына Пэлтроу страдала от послеродовой депрессии. В марте 2014 года Пэлтроу и Мартин объявили о расставании после 10 лет брака, описав процесс как «осознанное расставание». Во время своего публичного заявления о разводе Пэлтроу пригласила своего врача Хабиба Садеги (чьих наставлений она четко прислушивалась в процессе развода) и его супругу доктора Шери Сами объяснить процесс расставания. «Процесс осознанного расставания — это возможность понять, что каждое раздражение и спор (во время брака) являются сигналом для того, чтобы заглянуть в себя и найти отрицательный внутренний объект, нуждающийся в исцелении, — объяснил Садеги. — С этой позиции нет виноватых, есть только два человека, и всё связано с этими людьми, как личностями, а не с их отношениями».
В апреле 2015 года Пэлтроу подала на развод, который завершился 14 июля 2016 года.
В 2014 году Пэлтроу начала встречаться с продюсером Брэдом Фэлчаком, с которым познакомилась на съёмках сериала «Хор». В январе 2018 года пара объявила о помолвке. Их свадьба состоялась в сентябре того же года. Как для Гвинет, так и для Брэда этот брак стал вторым. Несмотря на то, что для Гвинет Пэлтроу это второй брак, это оказалась её первая свадебная церемония.
В 2017 году Пэлтроу рассказала, что во время съёмок фильма «Эмма» в 1996 году она стала жертвой домогательств со стороны продюсера Харви Вайнштейна. Она рассказала о случившемся Брэду Питту, который пошёл на конфликт с продюсером. Вайнштейн позже предупредил Пэлтроу, чтобы она никому не рассказывала о случившемся.
В январе 2019 года вышедший на пенсию офтальмолог Терри Сандерсон подал в суд на Пэлтроу. Он утверждал, что тремя годами ранее она столкнулась с ним на лыжном склоне в Deer Valley Resort в Парк-Сити, штат Юта, и нанесла ему черепно-мозговую травму. В феврале того же года Пэлтроу подала встречный иск против Сандерсона, утверждая, что это он врезался в неё. Она потребовала компенсации в размере одного доллара и возмещения судебных издержек. На судебном заседании в марте 2023 года Сандерсон потребовал компенсацию в размере 300 000 долларов. Присяжные признали Пэлтроу невиновной, а Сандерсона виновным в случившемся. В качестве компенсации Пэлтроу присудили один доллар.

## Фильмография
| Год       |    | Русское название                | Оригинальное название                 | Роль                              |
| --------- | -- | ------------------------------- | ------------------------------------- | --------------------------------- |
| 1991      | ф  | Крик                            | Shout                                 | Ребекка                           |
| 1991      | ф  | Капитан Крюк                    | Hook                                  | молодая Венди                     |
| 1992      | тф | Жестокое сомнение               | Cruel Doubt                           | Анжела Притчард                   |
| 1993      | тф | Смертельные отношения           | Deadly Relations                      | Кэрол Энн Фэгот Эпплгарт Холланд  |
| 1993      | ф  | Готова на всё                   | Malice                                | Пола Белл                         |
| 1993      | ф  | Плоть от плоти                  | Flesh and Bone                        | Джинни                            |
| 1994      | ф  | Миссис Паркер и порочный круг   | Mrs. Parker and the Vicious Circle    | Пола Хант                         |
| 1995      | ф  | Высшее образование              | Higher Learning                       | студентка                         |
| 1995      | ф  | Джефферсон в Париже             | Jefferson in Paris                    | Пэтси Джефферсон                  |
| 1995      | ф  | Семь                            | Se7en                                 | Трэйси Миллс                      |
| 1995      | ф  | Лунный свет и Валентино         | Moonlight and Valentino               | Люси Трэгер                       |
| 1996      | ф  | Роковая восьмёрка               | Hard Eight / Sydney                   | Клементина                        |
| 1996      | ф  | Чужие похороны                  | The Pallbearer                        | Джули ДеМарко                     |
| 1996      | ф  | Эмма                            | Emma                                  | Эмма Вудхаус                      |
| 1997      | ф  | Томас Джефферсон                | Thomas Jefferson                      | внучка Джефферсона                |
| 1998      | ф  | Осторожно, двери закрываются    | Sliding Doors                         | Хелен Квилли                      |
| 1998      | ф  | Большие надежды                 | Great Expectations                    | Эстелла                           |
| 1998      | ф  | Наследство                      | Hush                                  | Хелен Баринг                      |
| 1998      | ф  | Идеальное убийство              | A Perfect Murder                      | Эмили Бредфорд Тейлор             |
| 1998      | ф  | Влюблённый Шекспир              | Shakespeare in Love                   | Виола де Лессепс                  |
| 1999      | ф  | Талантливый мистер Рипли        | The Talented Mr. Ripley               | Мардж Шервуд                      |
| 2000      | ф  | Практикантка                    | The Intern                            | в роли самой себя                 |
| 2000      | ф  | Дуэты                           | Duets                                 | Лив                               |
| 2000      | ф  | Чужой билет                     | Bounce                                | Эбби Джанелло                     |
| 2001      | ф  | Годовщина                       | The Anniversary Party                 | Скай Дэвидсон                     |
| 2001      | ф  | Семейка Тененбаум               | The Royal Tenenbaums                  | Марго Тенненбаум                  |
| 2001      | ф  | Любовь зла                      | Shallow Hal                           | Розмари                           |
| 2002      | ф  | Остин Пауэрс: Голдмембер        | Austin Powers in Goldmember           | Дикси Нормос                      |
| 2002      | ф  | Одержимость                     | Possession                            | Мод Бейли                         |
| 2003      | ф  | Вид сверху лучше                | View from the Top                     | Донна Дженсен                     |
| 2003      | ф  | Сильвия                         | Sylvia                                | Сильвия Плат                      |
| 2004      | ф  | Небесный Капитан и мир будущего | Sky Captain and the World of Tomorrow | Полли Перкинс                     |
| 2005      | ф  | Доказательство                  | Proof                                 | Кэтрин                            |
| 2006      | ф  | Дурная слава                    | Infamous                              | Китти Дин                         |
| 2006      | ф  | Любовь и другие катастрофы      | Love and Other Disasters              | актриса, исполняющая роль Джексон |
| 2006      | ф  | На острой грани                 | Running with Scissors                 | Хоуп Финч                         |
| 2007      | ф  | Спокойной ночи                  | The Good Night                        | Дора Шаллер                       |
| 2008      | ф  | Железный человек                | Iron Man                              | Вирджиния «Пеппер» Поттс          |
| 2008      | ф  | Любовники                       | Two Lovers                            | Мишель                            |
| 2010      | ф  | Железный человек 2              | Iron Man 2                            | Вирджиния «Пеппер» Поттс          |
| 2010      | ф  | Я ухожу — не плачь              | Country Strong                        | Келли Кантер                      |
| 2010—2014 | с  | Хор                             | Glee                                  | Холли Холидэй                     |
| 2011      | ф  | Заражение                       | Contagion                             | Бэт Эмхов                         |
| 2012      | ф  | Мстители                        | The Avengers                          | Вирджиния «Пеппер» Поттс          |
| 2012      | ф  | Спасибо за обмен                | Thanks for Sharing                    | Фиби                              |
| 2013      | ф  | Железный человек 3              | Iron Man 3                            | Вирджиния «Пеппер» Поттс          |
| 2015      | ф  | Мордекай                        | Mortdecai                             | Леди Джоанна Мордекай             |
| 2017      | ф  | Человек-паук: Возвращение домой | Spider-Man: Homecoming                | Вирджиния «Пеппер» Поттс          |
| 2018      | ф  | Мстители: Война бесконечности   | Avengers: Infinity War                | Вирджиния «Пеппер» Поттс          |
| 2019      | ф  | Мстители: Финал                 | Avengers: Endgame                     | Вирджиния «Пеппер» Поттс          |
| 2019      | с  | Политик                         | The Politician                        | Джорджина Хобарт                  |

## Награды и номинации
Награды
- 1999 — Премия «Оскар» — лучшая женская роль, за фильм «Влюблённый Шекспир»
- 1999 — Премия «Золотой глобус» — лучшая женская роль в комедии или мюзикле, за фильм «Влюблённый Шекспир»
- 1999 — Премия Гильдии киноактёров США — лучшая женская роль, за фильм «Влюблённый Шекспир»
- 2011 — Премия «Эмми» — лучшая приглашённая актриса в комедийном телесериале, за телесериал «Хор»

Номинации
- 1999 — Премия BAFTA — лучшая женская роль, за фильм «Влюблённый Шекспир»
- 2006 — Премия «Золотой глобус» — лучшая женская роль в драме, за фильм «Доказательство»